# Maria Zelzer
Maria Zelzer (* 10. Oktober 1921 in Pilsen, Tschechoslowakei; † 4. August 1999 in Bad Orb) war eine tschechisch-deutsche Historikerin und Archivarin.

## Leben
Maria Zelzer war eine Tochter des Bahnbeamten Wilhelm Zelzer und der Maria, geborene Warta, ihr Großvater Josef Zelzer war in Österreich-Ungarn und in der Tschechoslowakei als Oberlehrer in Auherzen und in Chrancowitz tätig. Sie besuchte die deutsche Volksschule und das Realgymnasium in Pilsen. Im seit März 1939 vom Deutschen Reich okkupierten Protektorat Böhmen und Mähren studierte sie Geschichte und Staatswissenschaften, Deutsch und Slawistik an der Deutschen Karls-Universität in Prag. Sie legte 1944 die Lehramtsprüfung zur Gymnasiallehrerin ab und wurde mit der Dissertation zu Montesquieu’s Staatsideal promoviert. Sie arbeitete im Schuljahr 1943/44 als Hilfslehrerin an einer deutschen Jungenoberschule in Pilsen.
Zelzer und ihre Eltern wurden 1946 als Deutsche aus der Tschechoslowakei vertrieben. Sie fand eine Arbeit als Stadtarchivarin in Donauwörth. Dort veröffentlichte sie eine biografische Studie über den Theologen und Sozialkritiker Sebastian Franck und für das Stadtarchiv Augsburg einen Beitrag zur Geschichte des Ortes Göggingen. Sie publizierte 1959 den ersten Band einer Stadtgeschichte Donauwörths bis zum Jahr 1618. Bei den Vorarbeiten zu einem in die Gegenwart reichenden zweiten Band stieß sie auf den Widerstand des ehemaligen NSDAP-Kreispropagandaleiters und aktuellen Bürgermeisters Andreas Mayr (1898–1975). Sie zog mit ihrer Mutter, um die sie sich in den Folgejahren kümmerte, nach Stuttgart und arbeitete dort ab 1961 als Archivarin beim Stadtarchiv Stuttgart.
Zelzer wurde mit einer Publikation über die Geschichte der Stuttgarter Juden beauftragt, welche 1964 als Gedenkbuch "Weg und Schicksal der Stuttgarter Juden" bei Klett erschien, aber in der Kommune keine Resonanz fand, in deren politischer Elite die eigene NS-Vergangenheit verdrängt wurde. Unter den Landeshistorikern fand die Arbeit jedoch Anerkennung. So betonte Gerd Wunder: „Künftige Arbeiten zum Thema werden sich an das Vorbild dieses Werkes halten können.“
Als ihre Arbeiten zu dem später, 1983, dann doch erschienenen Werk Stuttgart unterm Hakenkreuz ebenfalls auf Widerstand stießen, gab Zelzer ihre Arbeit beim Stadtarchiv Stuttgart 1973 auf und bezeichnete dies als ihre „Kapitulation“.
Zelzer zog nach Esslingen und war dort in der Friedensbewegung aktiv. Sie wurde krank, lebte in verschiedenen Orten, bei den Umzügen gingen weitere Manuskripte verloren. Zum Schluss lebte sie in einer Pension in Bad Orb.

## Schriften
- Montesquieu’s Staatsideal. Prag, Philosophische Fakultät, Dissertation, 1944
- Sebastian Franck. In: Lebensbilder aus dem Bayerischen Schwaben, herausgegeben von Götz Freiherr von Pölnitz, Band Vl, München, 1958
- Geschichte der Stadt Donauwörth. Bd. 1. Von den Anfängen bis 1618. Stadt Donauwörth, 1959
- Weg und Schicksal der Stuttgarter Juden. Ein Gedenkbuch. Stuttgart : Klett, 1964
- Stuttgart unterm Hakenkreuz. Chronik 1933–1945. Stuttgart : Alektor, 1984 ISBN 978-3-88425-031-0